# Le Grand-Bourg
Le Grand-Bourg – miejscowość i gmina we Francji, w regionie Nowa Akwitania, w departamencie Creuse.
Według danych na rok 1990 gminę zamieszkiwały 1323 osoby, a gęstość zaludnienia wynosiła 17 osób/km² (wśród 747 gmin Limousin Le Grand-Bourg plasuje się na 88. miejscu pod względem liczby ludności, natomiast pod względem powierzchni na miejscu 3.).

## Populacja

Populacja Le Grand-Bourg w latach 1962–2008